# 龍州駅
龍州駅（リョンジュえき）は朝鮮民主主義人民共和国平安北道龍川郡にある、朝鮮民主主義人民共和国鉄道省平義線の駅である。

## 隣の駅
朝鮮民主主義人民共和国鉄道省
平義線
内中駅 - 龍州駅 - 龍川駅